# 100 Folk Celsius
A 100 Folk Celsius countryzenét játszó magyar együttes. Habár vérbeli countrydalaikkal világszerte meghódították a közönséget, itthon főként gyerekeknek szóló dalaikkal váltak ismertté és népszerűvé.

## Az együttes története
A zenekarról a vadnyugati ing, mellény és cowboykalap, valamint a hegedű és a western-gitár fémjelezte megjelenés mellett mindenkinek legismertebb nótájuk, az 1985-ben megjelent „Paff, a bűvös sárkány” ugrik be elsőre – amely Peter, Paul and Mary „Puff, the Magic Dragon” c. 1962-es slágerének feldolgozása, Muzsay András magyar szövegével. Ez a dal és az általa meghatározott gyermeklemezek hozták meg az igazi áttörést a zenekarnak, amely az évtizedek alatt számtalan tagcserén ment keresztül.
- A zenekar 1976 nyarán alakult, s zenei stílusukat főként a country és a bluegrass hangzása határozta meg. Az alapító tagok Littvay Imre, Orbán József, Balla Gábor és Somogyi Tibor voltak.
- 1977-ben Somogyi Tibort váltotta Zsembery István, majd később Balla Gábor helyett két zenész, Kovács József László és Mikes Attila érkezett az együttesbe.
- 1980-ban csatlakozott a csapathoz Drosztmér István, aki 1986-ban bekövetkezett haláláig dalszerzőként és énekesként egyaránt meghatározó és legendás személyisége volt az együttesnek. Az ő helyét 1987-ben Heilig Gábor vette át.
- 1985-ben Kocsándy Miklós ült a dobok mögé, aki zeneszerzőként, énekesként és gitárosként a mai napig meghatározza a zenekar hangzását és sikertörténetét.
- 1995-ben lépett a tagok közé Légrády Péter, akit jellegzetes gitárjátéka és technikája miatt nem sokkal később a zenészszakma Európa legjobb country-gitárosává választott.
- 1996-tól következett az utolsó tagcsere, Heilig Gábor helyébe érkezett Torontáli István basszusgitáros, akit énekhangja miatt világszerte az egyik legismertebb Kenny Rogers imitátornak tartottak.
- 2018-ban, az alapító Orbán József súlyos betegsége, majd halála miatt Heilig Gábor visszatért a zenekarba, énekes- ritmusgitárosként.

Első albumaikon a 100 Folk Celsius a klasszikus country-hagyományokat követte, és számtalan, mára a tábortüzek elengedhetetlen velejáróivá vált dalukkal végleg beírták magukat a rock-történelembe. Az ebből az időből való híres dalaikat és feldolgozásaikat (Drága otthon; Nincs jobb lány, mint a Jo-Jo; Anyám, ha szeretsz; Felnőtt lány; Ohio) napjainkban is szinte mindenki ismeri és szereti.
Az együttes évtizedek óta népszerű meghívottja a nemzetközi country-fesztiváloknak, és méltán híresek arról, hogy eddigi több mint tízezer koncertjük mindegyikén kizárólag élőben játszottak. Orbán József híres mondása szerint: "Nekünk a playbackre próbálni kell!".
2001-ben ünnepelte a zenekar a fennállásának negyedszázados évfordulóját, a hétezredik, teljesen élőben előadott koncerttel, melyen meghívott vendégként régi tagok és zenészbarátok is részt vettek.
2010. május 17-én, életének 62. évében rövid, súlyos betegség után elhunyt Torontáli István, a zenekar énekes-basszusgitárosa. Az együttes saját dalai mellett sokan Kenny Rogers „magyar hangjaként” is világszerte ismerték és elismerték a zenészt. A basszusgitár húrjait azóta Littvay Imre döngeti.
2017-ben az együttes az Omega fennállásnak 55 éves évfordulója tiszteletére, feldolgozást lemezt adott ki Omega Country néven, amin az Omega dalai country  stílusban szólalnak meg. A 100 Folk Celsius a jubileumi év utolsó koncertjeire is elkísérte az Omegát, ahol a beteg Orbán József helyett a koncertek nagy részében a volt tag Heilig Gábor gitározott, a dalokat pedig főleg Littvay Imre, Mikes Attila és Kocsándi Miklós énekelte. Ez a felállás zenélt volna mindaddig, amíg Orbán József meg nem gyógyul, Orbán azonban 2018. július 30-án elhunyt.

## Díjak
- EMeRTon-díj (1987)

## Nagylemezek
- A 100 Folk Celsius első nagylemeze, mely 1982-ben jelent meg, több mint 70 ezer példányban kelt el, s egy csapásra híressé tette a zenekart.
- A következő mérföldkő az együttes életében az 1983-ban megjelent „Paff, a bűvös sárkány” című album volt, mellyel egy csapásra meghódították a gyermekközönséget is. Az eladott példányszám az albumból meghaladta a 300 ezret, így a lemez arany- majd platinalemez lett.
- A „Nagy ho-ho horgász”, mely 1986-ban jelent meg, szintén aranylemez lett, s immár végképp meghatározta az együttes zenei irányultságát. A hagyományos country-stílus előadásmódjával egyre több, gyermekeknek szóló koncertet adtak, aminek eredményeképpen 1988-ban megkaptak a magyar hanglemez-kiadók eMeRTon díját.
- 1991-ben újabb arany- és platinalemez következett, a „Miki manó meséi”.
- 1992-ben a zenekar újabb fordulatra vállalkozott, s a főként gyermekeknek szóló albumok után újra egy felnőttes hangú klasszikus country-albumot adott ki, „(nem)Csak felnőtteknek” címmel.
- 2001-ben, mikor egy betöréses lopás miatt a zenekar teljes felszerelésének és hangszerkészletének nyoma veszett, kiadták „A dalok megmaradtak” című albumukat, melyen legkedvesebb „felnőtt” slágereiket hangszerelték át a klasszikus country-stílusra.

## Diszkográfia
| - 100 Folk Celsius (1982) - Ohio (1983) - Paff, a bűvös sárkány (1984) - Ferkó, Öcsi meg én (1985) - A nagy ho-ho horgász (1986) - Kalapos ember (1987) - Három kívánság (1987) - Redgrass (1987) - Orrom krumpli, hajam kóc (1988) - TV Maci (1989) - 100 Folk Celsius legjobb gyermekdalai (1990) - Miki Manó meséi (1991) - (nem)Csak felnőtteknek (1992) - Miki Manó és az űrmanók (1992) - 100 Folk Celsius (1992) - Miki Manó és a dinoszauruszok (1993) - Paff, a bűvös sárkány és barátai (1994) | - Miki Manó kedvencei (1995) - Tele van a (1995) - Nyunyó, a hunyó (1997) - Országút (1997) - Garfield (1998) - Miki Manó 2000 (1999) - ... a dalok megmaradtak! (2001) - 25 év - 25 dal gyerekeknek (2001) - Miki Manó összes meséje (2002) - Boldog Születésnapot! (2004) - A nagy ho-ho-horgász (2005) - Ohio (2005) - Platina sorozat (2006) - Omega country (2017) |